# Cioară de semănătură

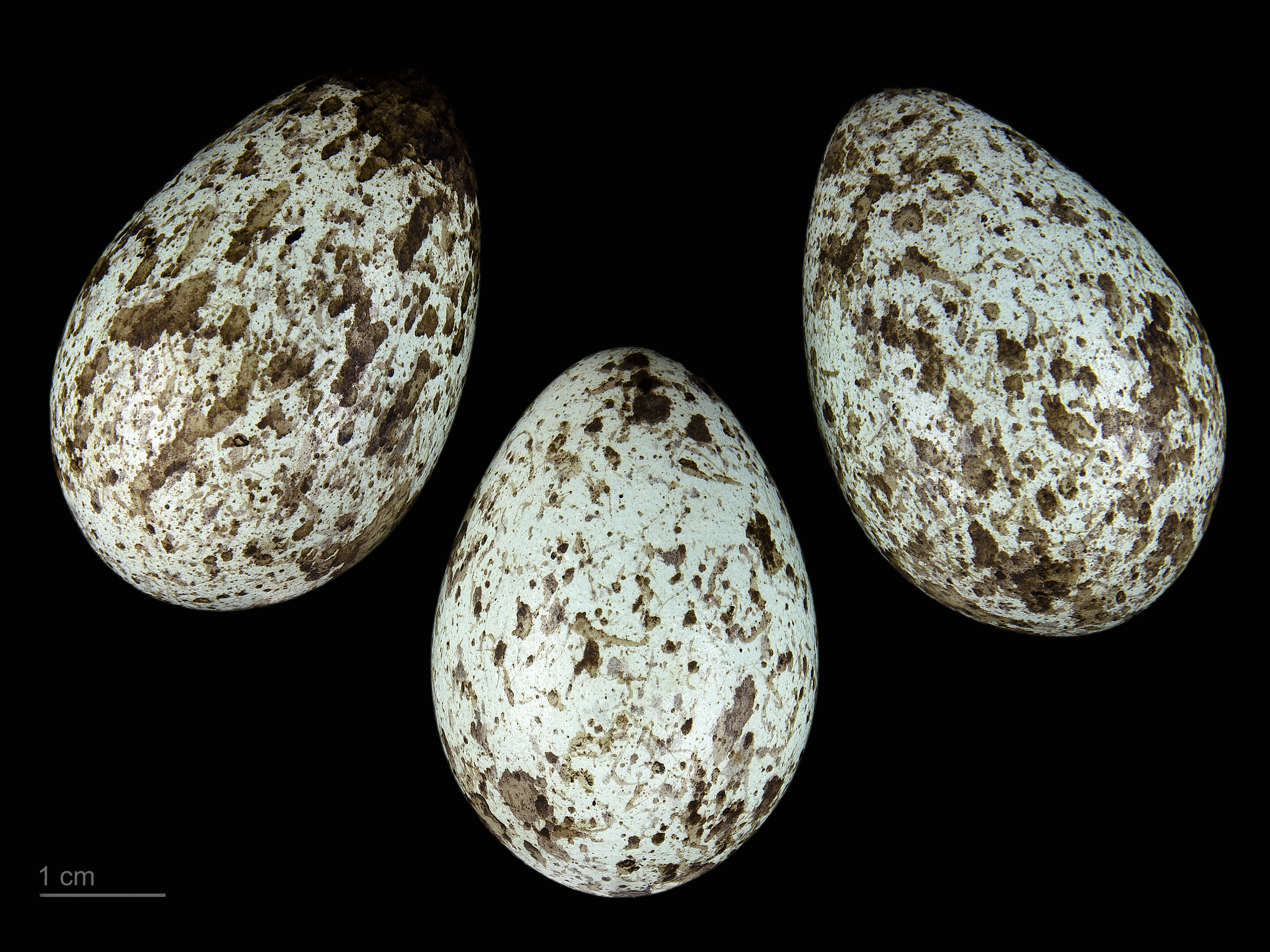
Corvus frugilegus - (MHNT)

Cioara de semănătură (Corvus frugilegus) este una dintre cele patru specii europene de păsări care fac parte din punct de vedere taxonomic din genul Corvus, familia Corvidae. Varianta cea mai mare, C. frugilegus frugilegus, are un cioc puternic cu penajul negru, fiind răspândită din Europa de Vest până în stepele din Asia, ținutul Altai. Cealaltă variantă (subspecie), C. frugilegus pastinator, este mai mică cu penajul întunecat cu nuanțe purpurii, și ajunge în Asia spre est până la coasta Pacificului.

## Morfologie, mod de viață
Cioara de semănătură (45 cm) nu-și schimbă în timpul anului coloritul negru cu nuanțe roșcate al penajului, iar ca aspect nu se pot confunda cu alte specii. Are un cioc puțin încovoiat, ascuțit și puternic. Este o zburătoare bună, putând fi ușor recunoscută după croncănit, care își schimbă tonul după situațiile când pasărea este agresivă sau își salută perechea. Sunt păsări active ziua, putând fi văzute pe ogoare de la răsăritul soarelui până în amurg. Cuibul îl au în arbori și trăiesc în colonii mari, zburând în stoluri, pe ogoare. Ele pot fi sedentare sau păsări migratoare în funcție de temperaturile scăzute din regiunea unde trăiesc. Ciorile sunt monogame, cuibul fiind așezat pe copaci, sub poduri, tufișuri. Ponta maximă constă din 9 ouă cenușii verzui, clocite 16–19 zile de femelă, care e hrănită în acest timp de mascul. Puii stau în cuib până la vârsta de 1 lună, timp în care sunt hrăniți de ambii părinți. La vârsta de 1 an tineretul este apt pentru reproducție.

## Răspândire
Păsări sedentare sau semimigratoare
     Păsări sedentare
     Păsări migratore
     ↓ Locuri de iernare
     Locuri de cuibărit
     Locuri frecvente de iernare

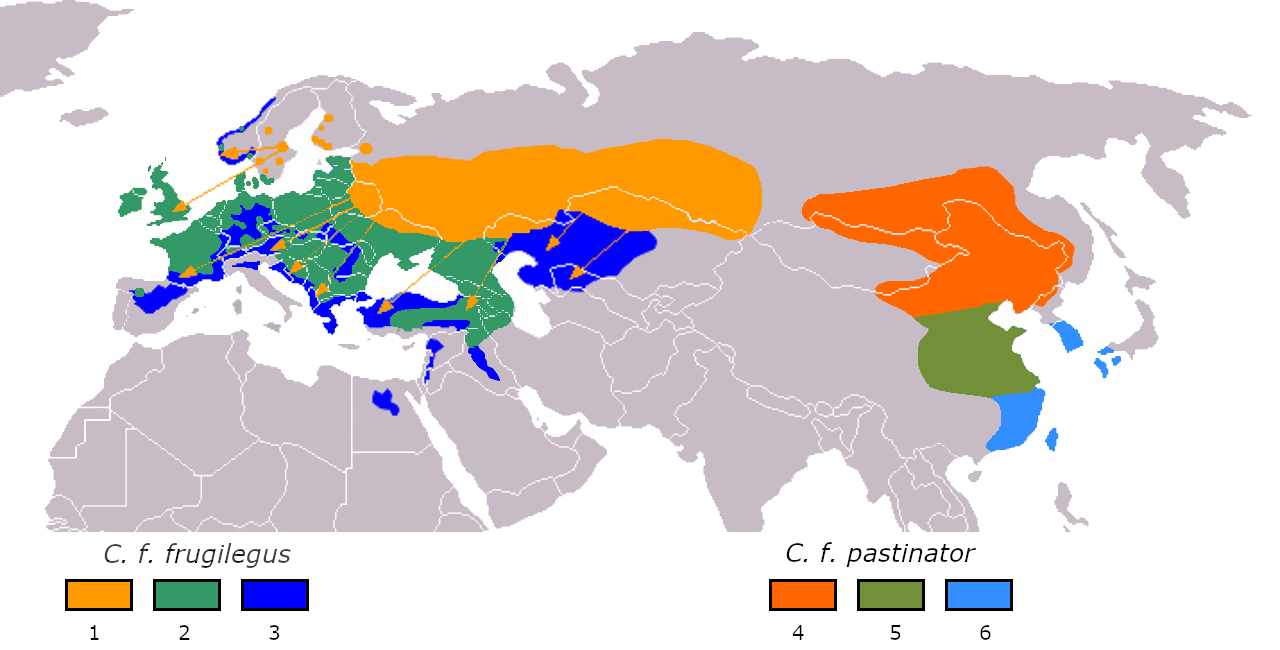
Arealul de răspândire a ciorilor de semănătură
Păsări sedentare sau semimigratoare
Păsări sedentare
Păsări migratore
↓ Locuri de iernare
Locuri de cuibărit
Locuri frecvente de iernare

Cioara de semănătură este o pasăre care trăiește în grupuri relativ mari, în regiunile de șes, de deal cu păduri, câmpuri și pe ogoare, putând fi destul de greu diferențiată de „cioara neagră” (Corvus corone). Ea este răspândită din vest- Irlanda, Marea Britanie, Franța și Spania de Nord- până în stepele din Altai. Nu trăiește în Elveția sau unele regiuni din Austria și Italia. Limita de răspândire spre nordul Europei este Danemarca, Suedia de Sud, și regiunea de sud-est a Mării Negre și Mării Caspice. În lunile de iarnă se retrage în sudul Balcanilor- Grecia și Turcia. A fost introdusă cu succes de om în Noua Zeelandă unde în prezent este energic decimată.

## Hrana
Ca și celelalte păsări din această familie, ciorile consumă hrană de natură vegetală și animală, de la viermi, melci, insecte, larve, mamifere mici, de exemplu rozătoare, sau ocazional păsărele sau ouăle acestora, cadavre, fructe, diferite semințe vegetale ca și cele de pe semănătură pe care le scot cu ciocul din pământ.